# الساحل السوري
الساحل السوري يقع في الجزء الشمالي الغربي من الأراضي السورية ويشكل محافظتي طرطوس جنوبًا واللاذقية شمالًا.

منظر عند الغروب السهل الساحلي السوري من قرية بشيلي وفي الصورة يبدو سد الحويز إلى اليسار وسد كفردبيل

## التاريخ
كان الساحل السوري تاريخيًا يمتد من ميناء رفح في فلسطين جنوبا شاملًا الساحل السوري الحالي حتى مدينة مرسين في تركيا شمالًا. وهذا كان يشكل ما يسمى بسواحل سوريا الكبرى، ولكن بعد دخول الفرنسين والإنجليز وتقسيمهم المنطقة والاتفاقيات التي عقدوها مع تركيا ووعد بلفور وتقسيم سورية، تقلص الساحل السوري إلى ما يشكل اليوم منطقتي اللاذقية وطرطوس.

## الجغرافيا
يمتدد الساحل السوري من محافظة طرطوس جنوباً حتى رأس البسيط شمالاً في محافظتين رئيستين هما: اللاذقية وطرطوس، وبطول يمتد ب 180 كلم. و يساوي 35 ميلًا بحريًا (65 كلم) تقريبًا من شاطئ البحر الأبيض المتوسط. ويضم الساحل السوري مواقع سياحية وأثرية وأماكن اصطياف عديدة، حيث أقيمت فيها عشرات المنتجعات والفنادق مختلفة المستويات والمطاعم المتنوعة وأماكن التنزه والملاهي والمقاهي.
وفي الساحل السوري حيث الطبيعة الجميلة تتناثر قرى الاصطياف ذات المناظر الخلابة والهواء النقي و الغابات والجبال المغطاة بالخضرة والينابيع وجداول المياه والأنهار والبحيرات الطبيعة والاصطناعية التي شكلت خلف عدد من السدود، وهناك عدة جزر صغيرة غير مأهولة قبالة الساحل السوري، كجزيرة الطيور، وأم النمل وجزيرة العباس وهناك الجزيرة المأهولة والمعروفة جزيرة أرواد التي تشكل قبلة متميزة للسائحين، حيث تقع قبالة شواطئ مدينة طرطوس وتبعد عنها ثلاثة أميال بحرية تقريبًا وتعتبر الجزيرة موقعًا فريدًا من حيث آثارها وغناها بالمواقع التاريخية التي يعود بعضها للعصر الفينيقي حيث كانت مملكة فينيقية سيطرت على جزء من ساحل المتوسط في الفترة الفينيقية، ويمتد الساحل السوري بطبيعته الساحرة التي تتربع علي قمم جبالها وفي وديانها عدد كبير من المدن والبلدات والمنتجعات البحرية والقرى السياحية منها منطقة رأس البسيط الذي يقع على بعد 40 كلم شمال اللاذقية وكسب وأم الطيور وسلمى وصافيتا والكفرون ومشتى الحلو ووادي الملوك وبيت ياشوط، المشتاية، مشقيتا، النبعين، عين المريزه، وعيون الغار، الحفة، بيت جن، القرداحة، قسطل معاف، وادي القلع، ديرون وغيرها الكثير حيث تداخل الطبيعة الذي يجمع بين البحر والغابات والجبال.

## مواقع مهمة
اللاذقية:
ميناء الجمهورية العربية السورية الرئيسي على البحر الأبيض المتوسط ومن المدن الهامة على المتوسط. كانت منذ أقدم العصور مركزًا ومرفأً هامًا وهي إحدى خمس مدن أنشأها (سلوقس الأول) في القرن الثاني قبل الميلاد وأطلق عليها اسم والدته (لاوديسيا)، وفيها بعض الآثار التي تعود لعدة حقب تاريخية، منها صرح روماني كبير في جنوبها يرقى إلى سبتيموس سيفيروس (أربعة أعمدة وقوس) وهناك مبنًى عثماني جميل كان يطلق عليه (خان الدخان) وتحول اليوم إلى واحد من أهم المتاحف السورية وقوس النصر المربع ومساجد تاريخية وكنائس وأبنية آثارية عديدة.
وبالإضافة إلى أهمية اللاذقية الاقتصادية كرئة حيوية وميناء رئيسي لسورية، فإن اللاذقية تلعب دوراً سياحياً ممتازًا ونشيطًا فهي بطبيعتها الجميلة بشواطئها ومسابحها وغاباتها منتجع سياحي للاستجمام والسباحة، كما تعتبر منطلقًا للرحلات عبر سورية الساحلية سواء على الشواطئ أو في الجبال الخضراء.
وتتجلى اللاذقية بفعالياتها الفنية ومهرجاناتها والتي من أهمها مهرجان المحبة الذي يقام ما بين الثاني والثاني عشر من شهر آب في كل عام، وتجذب هذه التظاهرات السياحية والثقافية والرياضية والفنية السياح العرب والأجانب.
طرطوس:
```
ميناء 
سوري
 هام ومدينة تاريخية 
فينيقية
 اكتسبت اسمها من كلمة إنتارادوس (antaradus)، وهي مركز 
محافظة طرطوس
 تقع مقابلها جزيرة 
أرواد
 (أرادوس) وهي 
جزيرة
 سورية تاريخية كانت مملكة بحرية بسطت نفوذها على معظم الساحل السوري 
البحر الأبيض المتوسط
 - تبعد 
طرطوس
 100 كم تقريبًا جنوبي مدينة 
اللاذقية
 وتضم عدد من المنتجعات الساحلية.
```

جبلة:
```
تقع على بعد 29 كم جنوبي 
اللاذقية
 وهي مرفأ قديم وتضم مسرحًا رومانيًا هامًا يتسع لسبعة آلاف متفرج، بالإضافة إلى جامع السلطان إبراهيم بن الأدهم وجامع المنصوري والحمامات القديمة والذي يعود تاريخ بنائهم إلى 900- 1200 عام.
```

تتميز مدينة جبلة بسكانها الطيبين وبطبيعتها ووغاباتها وبساتينها الرائعة التي تتعانق مع البحر الذي يحده من الغرب، وفي الفترة الأخيرة تم اعتماد مدينة جبلة من هيئة الأمم المتحدة كمدينة أثرية وبلدية جبلة تحصل على مخصصات سنوية من هيئة الأمم لتطوير الآثار وتطوير المدينة.
صلنفة:
تقع على بعد 50 كم شرق اللاذقية وعلى ارتفاع 1200م عن سطح البحر. هواؤها منعش عليل ومناظرها خلابة ومشهورة بفواكهها وجمال طبيعتها، وفي صلنفة عدد من الفنادق والكثير من الشقق السكنية السياحية والمنتزهات.
كسب:
تقع على بعد 65 كم شمال اللاذقية وسط الغابات السورية ويجاورها الجبل الأقرع وعلى ارتفاع 800 م عن البحر الذي يشاهد منها.
رأس البسيط:
```
منتجع ومصيف ساحلي يقع على بعد 40كم شمالي 
اللاذقية
 ويعتبر من أجمل المشاهد الساحلية على 
البحر الأبيض المتوسط
 مناظر خلابة ساحرة تجمع بين 
البحر
 و
الجبال
 و
الغابات
. خليج واسع هادئ تحيط به الجبال والتلال و
الغابات
 وتتناثر في ظل أحراجه الشاليهات والمخيمات والمنتزهات والمطاعم.
```

قلعة صلاح الدين الأيوبي:
```
تقع على بعد 35كم شرقي 
اللاذقية
 وترتفع 410م عن سطح البحر.
```

كانت تعتبر من أكثر حصون الغزو الصليبي مناعة وكانت توصف دائمًا بأنها القلعة التي لا تقهر. فهندستها هي من أروع الهندسات العسكرية وأشدها فعالية، وهي قائمة على نتوء صخري شاهق ذي منحدرات عامودية وتحميها خنادق طبيعية عميقة ووعرة.
بانياس
```
مدينة ساحلية فيها العديد من الآثار الهامة وتتميزه بطبيعة جميلة وتشرف عليها جبال مكللة بالخضرة و
الغابات
 وفي بانياس ميناء للنفط ومصفاة للنفط وميناء للصيد والنزهة.
```

من المواقع الأثرية والسياحية في السواحل السورية
- أوغاريت
- عمريت { ماراتوس }
- راميتا
- قلعة المرقب
- البحيرات السبعة
- غابات الفرنلق
- بللوران
- مشقيتا
- تل الكزل {مدينة سيميرا الأثرية}

## اقرأ أيضا

قمم جبال العلويين والضباب يتسلق في الوديان وفي الأفق البعيد يبدو الجبل الأقرع والصورة من أعلى قمة في بيت ياشوط

1. اللاذقية
2. طرطوس
3. محافظة اللاذقية
4. محافظة طرطوس
5. أرواد
6. غابات سوريا
7. زيت الخريج
8. سوريا الكبرى
9. بيت ياشوط